# Jēkabs Mediņš
Jekabs Medins (født 22. marts 1885 i Riga, Letland - død 27. november 1971) var en lettisk komponist, violinist, dirigent, professor, sanger og lærer.
Medins der er bror til Jazeps Medins og Janis Medins, studerede komposition på Musikkonservatoriet i Riga. Han tog sommerkurser i komposition på Musikhøjskolen i Berlin, og spillede violin i flere symfoniorkestre. Medins modtog tillige sangundervisning i Rom. Han har skrevet orkesterværker, kammermusik, strygerkvartetter, operaer, korværker, vokalmusik, koncertmusik etc. Medins underviste som professor og lærer i komposition og violin på bla Valmiera Universitet og Jelgava Universitet, og Har dirigeret mange symfoniorkestre såsom Jelgava Symfoniorkester.

## Udvalgte værker
- 11 Koncerter - for forskellige solister og orkestre
- Børnekorværker - for Børnekor og orkester